# Smittium orthocladii
Smittium orthocladii är en svampart som först beskrevs av Manier & Mathiez, och fick sitt nu gällande namn av Manier 1970. Smittium orthocladii ingår i släktet Smittium och familjen Legeriomycetaceae.   Inga underarter finns listade i Catalogue of Life.